# Plundering van Rome (846)
De Plundering van Rome door de Arabieren vond plaats in 846. Arabische moslims stroopten de buitenwijken van de stad Rome, plunderden de Oude Sint-Pietersbasiliek en de basiliek Sint-Paulus buiten de Muren, maar geraakten de stad zelf niet in dankzij de Aureliaanse Muur. 

## Achtergrond
In de jaren 820 begonnen de Aghlabiden uit Ifriqiya, voor de middeleeuwse Italianen beter bekend als de Saracenen, aan de verovering van Sicilië. In 842 namen de Arabische troepen Messina in. Rond die periode huurden de rivalen Radelchis I van Benevento en Siconulf van Salerno beiden Arabische huurlingen om hun burgeroorlog over het hertogdom Benevento uit te vechten. 
Er is onenigheid tussen de kroniekschrijvers over de afkomst van de plunderaars die Rome aanvielen, maar de meeste bronnen beschrijven hen als Saracenen. Volgens de Liber pontificalis en Chronicon monasterii Casinensis waren de rovers Saracenen uit Africa (Ifriqiya) die Corsica hadden geplunderd alvorens Rome aan te vallen. De Annales Fuldenses beschrijft de rovers als Moren waarmee men gewoonlijk moslims uit Al-Andalus of Maghreb bedoelde. De auteur van de Annales Xantenses was onzeker en sprak over "ofwel Saracenen ofwel Moren". Het is mogelijk dat de annalen, die ten noorden de Alpen komen, "Moren" gebruikten als synoniem voor "Saracenen". Geen enkele Italiaanse bron beschrijft de rovers als Moren.
Volgens de Handelingen van de bisschoppen van Napels bezetten Saracenen uit Sicilië rond 842 de Pontijnse Eilanden en het eiland Licosa maar werden ze verdreven door Sergius I van Napels en een bondgenootschap dat hij gevormd had met Amalfi, Gaeta en Sorrento. Omdat ze van hun eilandbasis beroofd waren, veroverden die Saracenen de haven van Miseno nabij Napels. Van daar lanceerden ze hun aanval op Rome het daaropvolgende jaar. Deze bron komt overeen met degene die de overvallers een Afrikaanse oorsprong geven, aangezien de moslims die Sicilië toen veroverden onder de Aghlabiden oorspronkelijk uit Afrika kwamen.

## Plundering van Rome
Een grote troepenmacht landde in 846 in Portus en Ostia en vernietigde het garnizoen van Nova Ostia. De Arabieren sloegen toe langs de Tiber, de Via Ostiensis en de Via Portuensis terwijl de Romeinse milities zich haastig terug trokken achter de Romeinse muren. Op hetzelfde moment landden andere Arabische troepen in Civitavecchia en trokken naar Rome op.
De plunderaars moeten geweten hebben van Rome's buitengewone schatten. Sommige basilieken zoals de oude Sint-Pietersbasiliek en de Sint-Paulus buiten de Muren-basiliek waren gemakkelijke doelwitten. Ze liepen over van liturgisch vaatwerk en met juwelen bewerkte reliekschrijnen vol recent verworven relieken. De belangrijkste ervan waren het gouden kruis opgetrokken op het vermoedelijke graf van Petrus, de Pharum Hadriani, en de zilveren tafel versierd met een voorstelling van Constantinopel, door Karel de Grote aan de kerk gegeven. En dus plunderden de rovers de omgeving  van de stad en de twee heilige schrijnen. Volgens geschiedkundigen uit die tijd wisten de plunderaars precies waar ze de meest waardevolle schatten konden vinden.
Verslagen uit die tijd spreken niet over pogingen van de Arabieren om de stad binnen te vallen, maar de stadsmuren werden wel verdedigd door de Romeinen. Rond Sint-Pieters probeerden Vaticaanse Scholae de Arabieren te weerstaan, maar ze werden verslagen.
Tezelfdertijd vocht een net aangekomen leger onder leiding van de Lombardijse hertog Guy I uit Spoleto tegen de Arabieren die gehinderd werden door buit en gevangenen en tegen de stadsmuur werden aangedrukt. Guy I achtervolgde een deel tot bij Centumcellae. Een ander deel probeerde Milenum over land te bereiken. De Saracenen slaagden erin in te schepen maar een storm vernietigde vele schepen. Op de kust spoelden vele lijken aan, behangen met juwelen die konden worden gerecupereerd. Daarna trok het Lombardijse leger zuidwaarts en haalde de Arabieren in nabij Gaeta waar weer slag geleverd werd. De christenen behaalden de overwinning omdat Cesarius, zoon van Magister Militum van Napels Sergius, hen kwam vervoegen. 

## Nasleep
Kort na de belegering bouwde paus Leo IV een muur op de rechteroever van de Tiber om de Sint-Pieterskerk te beschermen. Het omsingelde gebied, beschermd door de Engelenburcht, werd genoemd naar de paus en werd als een aparte stad beschouwd met zijn eigen administratie. In de zestiende eeuw werd het bij Rome gevoegd als het veertiende rioni, genaamd I Borghi of Borgo. In 849 werd een aanval op de Romeinse haven Ostia afgeslagen. De stad werd nooit meer door een Arabische vloot aangevallen. 